# Nemzeti parkok Alaszka és Kanada határán
Az Alaszka és Kanada határának két oldalán fekvő nemzeti parkok a gleccserek és magashegységek egyedülálló egységét foglalják magukban. Ezeken a területeken él a legtöbb grizzly, karibu és Dall-birka. Ezért kerültek egy egységbe az UNESCO világörökség listáján, bár különböző időpontokban vették fel őket.
A négy nemzeti park a következő:
- Kluane Nemzeti Park Felvétel éve: 1979
- Wrangell-Saint Elias Nemzeti Park Felvétel éve: 1979
- Glacier Bay Nemzeti Park Felvétel éve: 1992
- Tatshenshini-Alsek Tartományi Park Felvétel éve: 1994